# Сен-Дидье-де-Форман
Сен-Дидье́-де-Форма́н (фр. Saint-Didier-de-Formans) — коммуна во Франции, находится в регионе Рона — Альпы. Департамент — Эн. Входит в состав кантона Треву. Округ коммуны — Бурк-ан-Брес.
Код INSEE коммуны — 01347.

## География
Коммуна расположена приблизительно в 370 км к юго-востоку от Парижа, в 23 км севернее Лиона, в 45 км к юго-западу от Бурк-ан-Бреса.
По территории коммуны протекает река Форман.

## Климат
Климат полуконтинентальный с холодной зимой и тёплым летом. Дожди бывают нечасто, в основном летом.

## Население
Население коммуны на 2010 год составляло 1792 человека.
| 1962 | 1968 | 1975 | 1982 | 1990 | 1999 | 2010 |
| ---- | ---- | ---- | ---- | ---- | ---- | ---- |
| 627  | 648  | 665  | 992  | 1288 | 1545 | 1792 |

## Администрация
| Период | Период | Фамилия        | Партия       | Примечания                       |
| ------ | ------ | -------------- | ------------ | -------------------------------- |
| 1995   | 2014   | Патрик Руссе   | Разные левые | член генерального совета кантона |
| 2014   | 2020   | Фредерик Валло |              |                                  |

## Экономика
В 2010 году среди 1220 человек трудоспособного возраста (15—64 лет) 889 были экономически активными, 331 — неактивными (показатель активности — 72,9 %, в 1999 году было 73,4 %). Из 889 активных жителей работали 829 человек (449 мужчин и 380 женщин), безработных было 60 (29 мужчин и 31 женщина). Среди 331 неактивных 129 человек были учениками или студентами, 122 — пенсионерами, 80 были неактивными по другим причинам.

## Фотогалерея

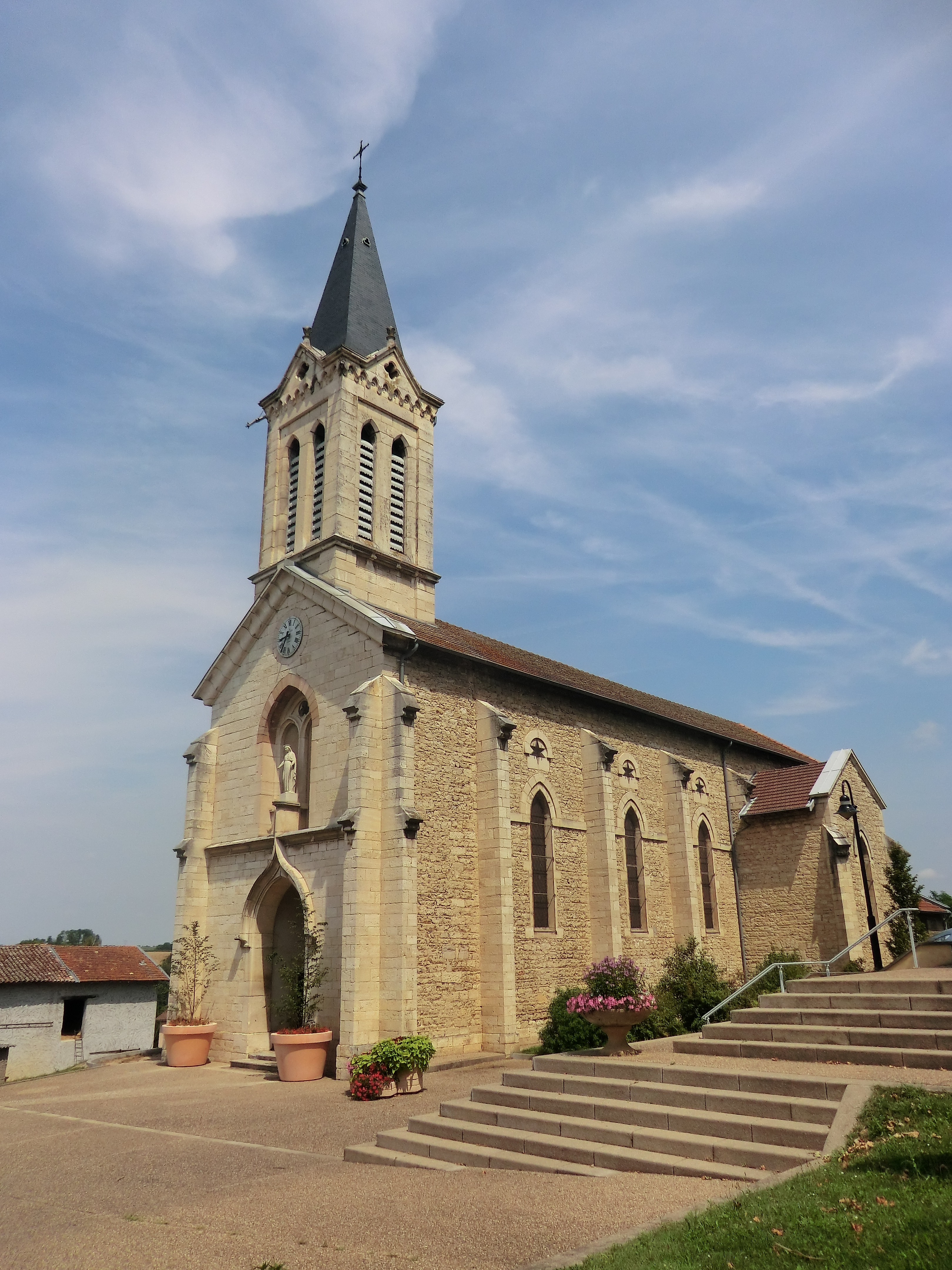
Церковь Св. Дезидерия
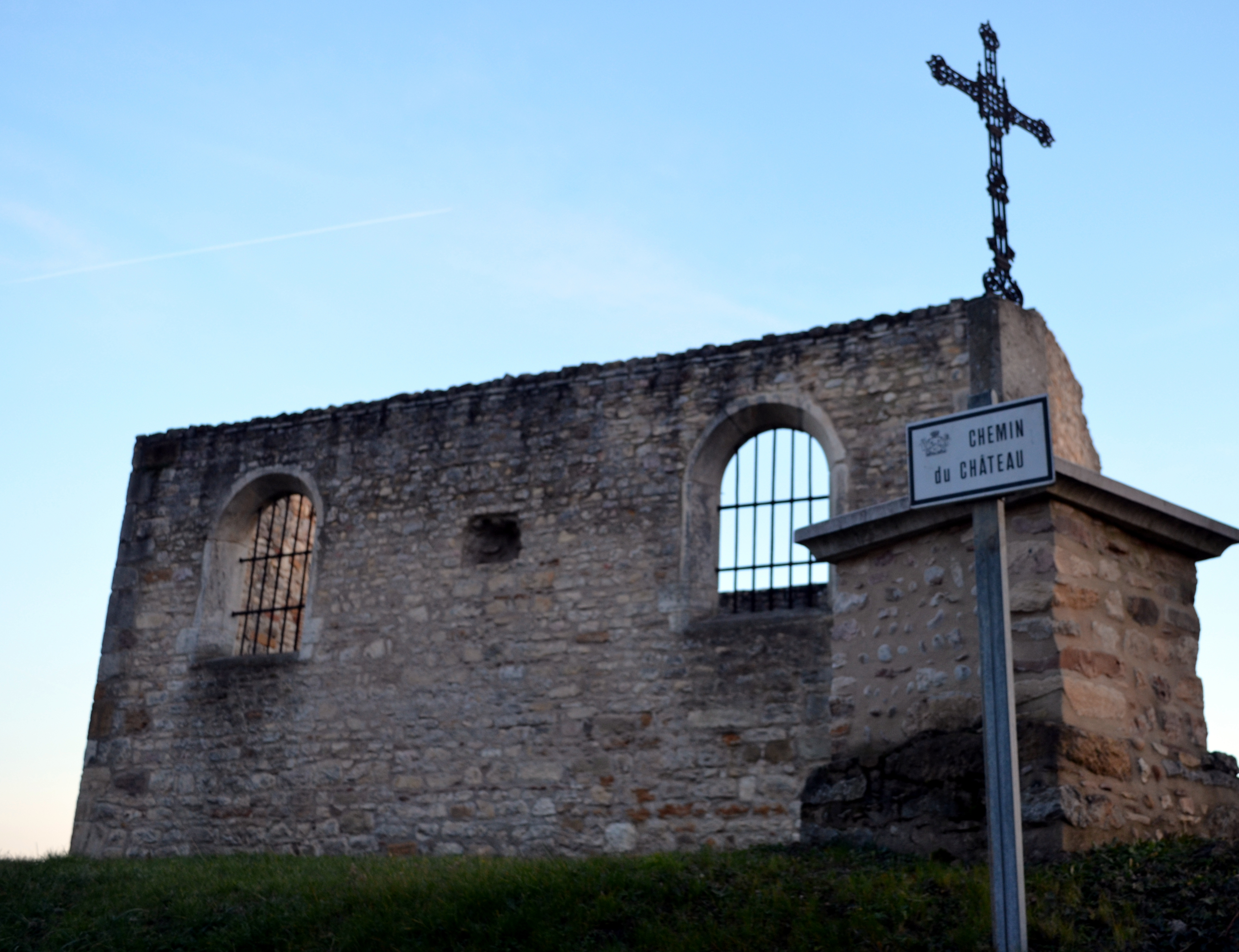
Руины часовни
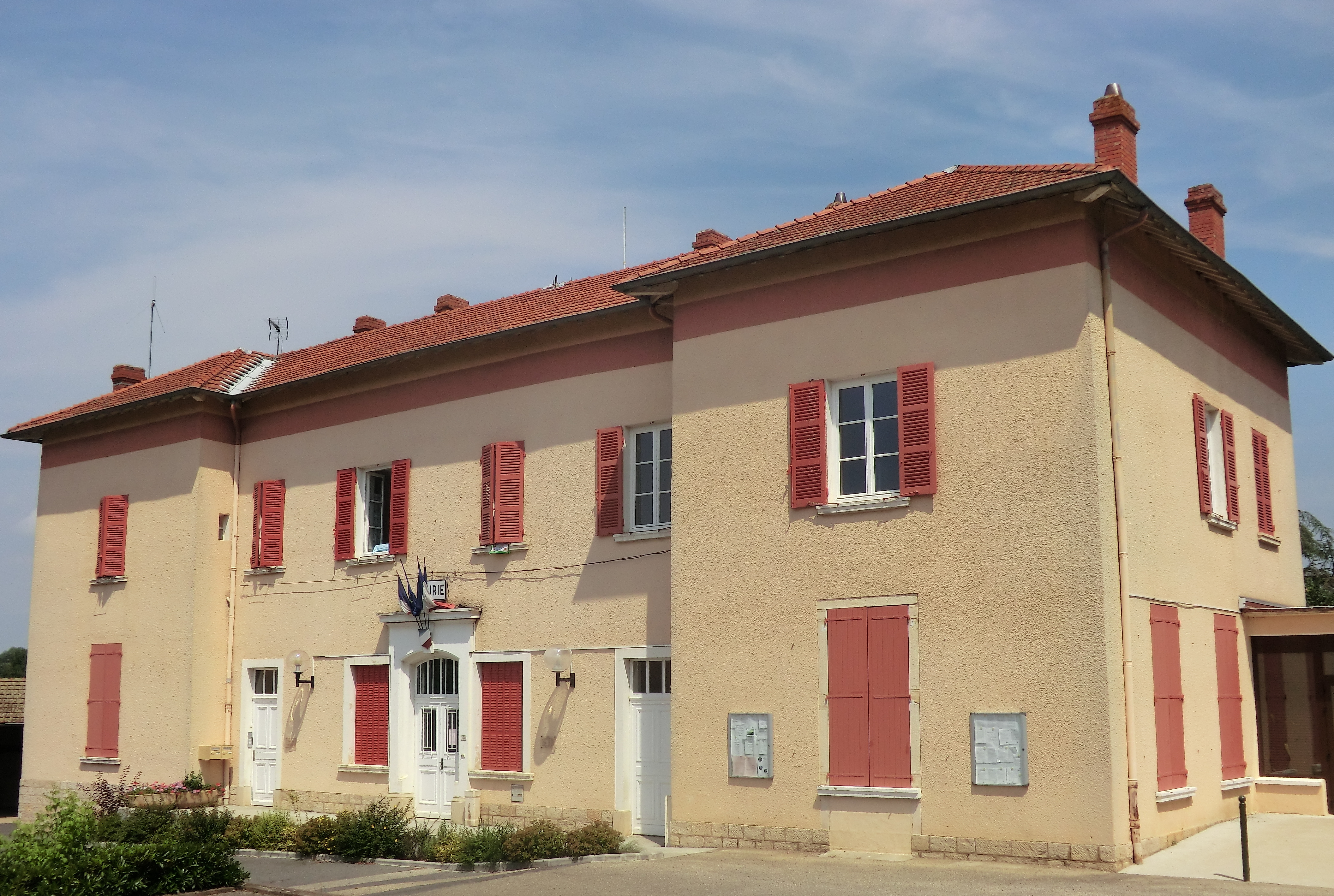
Мэрия
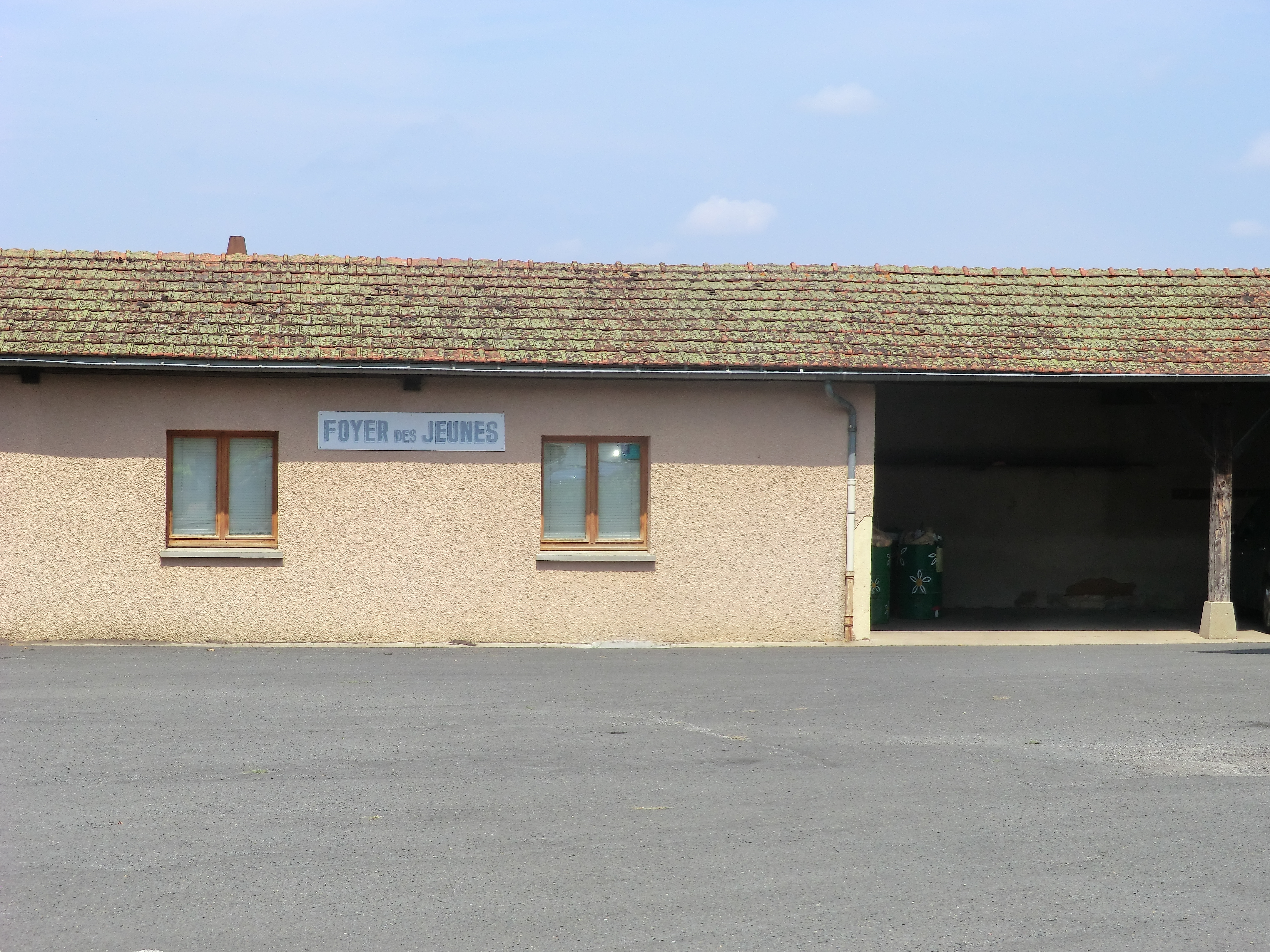
Дом молодёжи
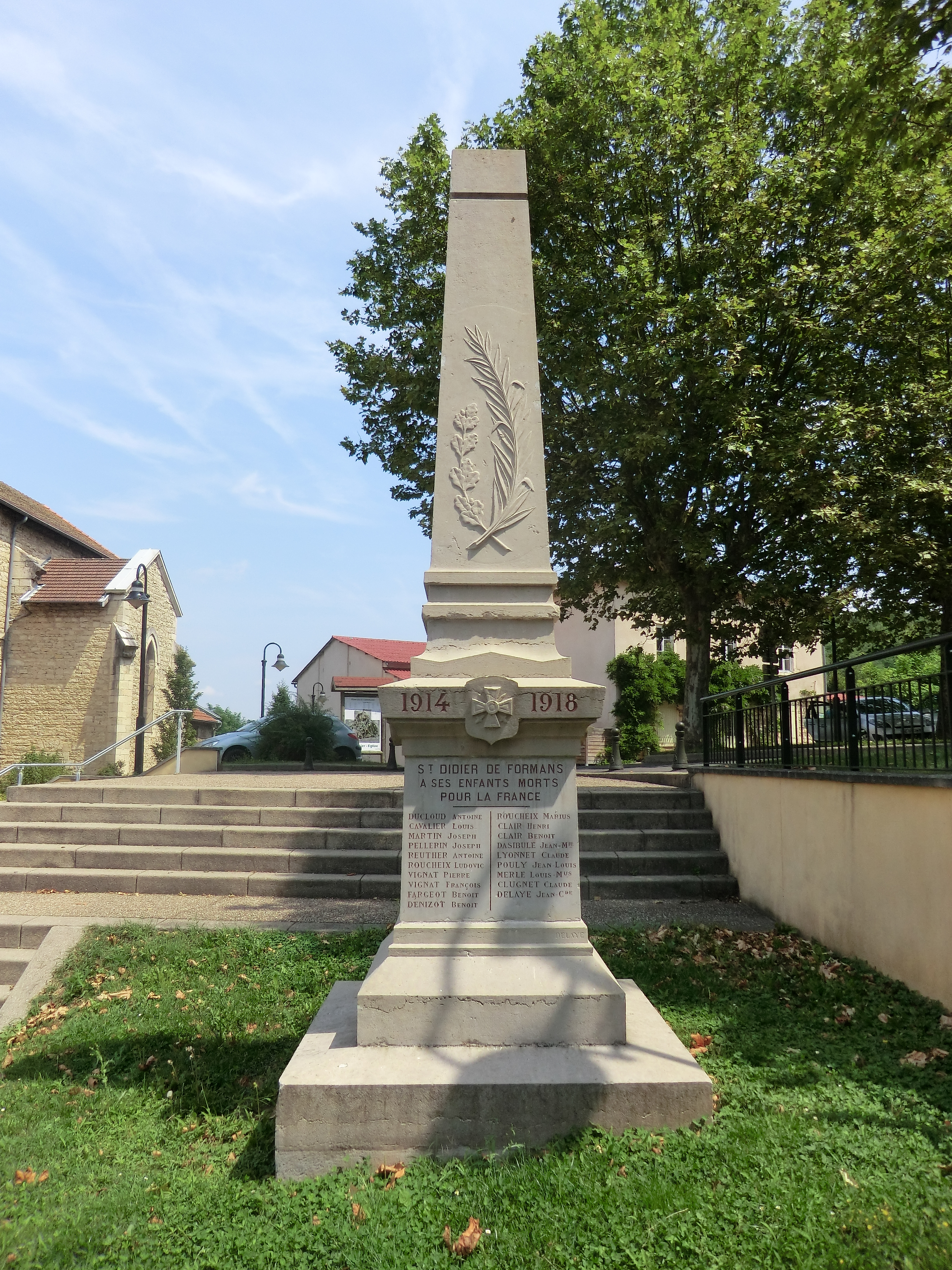
Военный мемориал
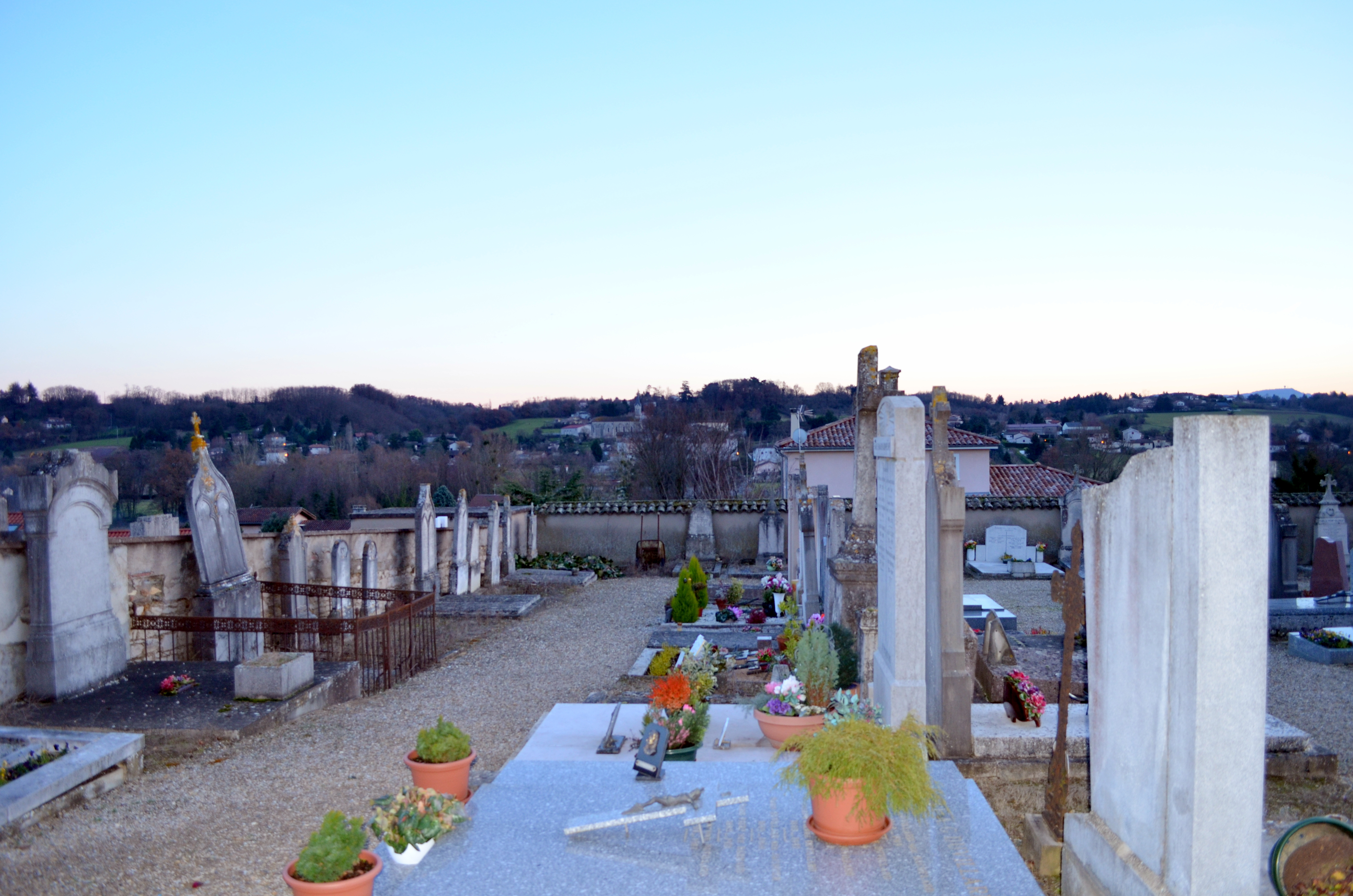
Кладбище
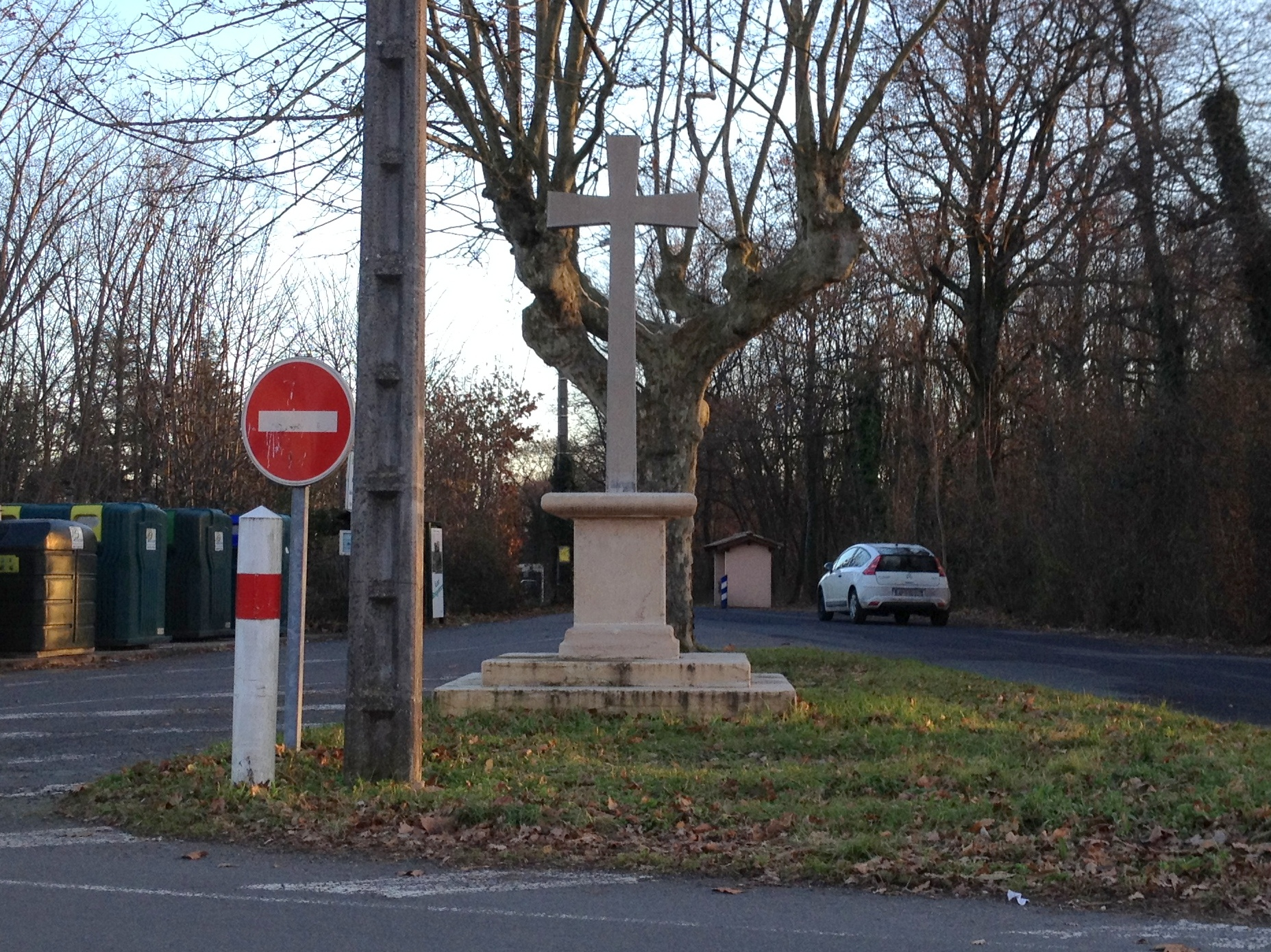
Придорожный крест
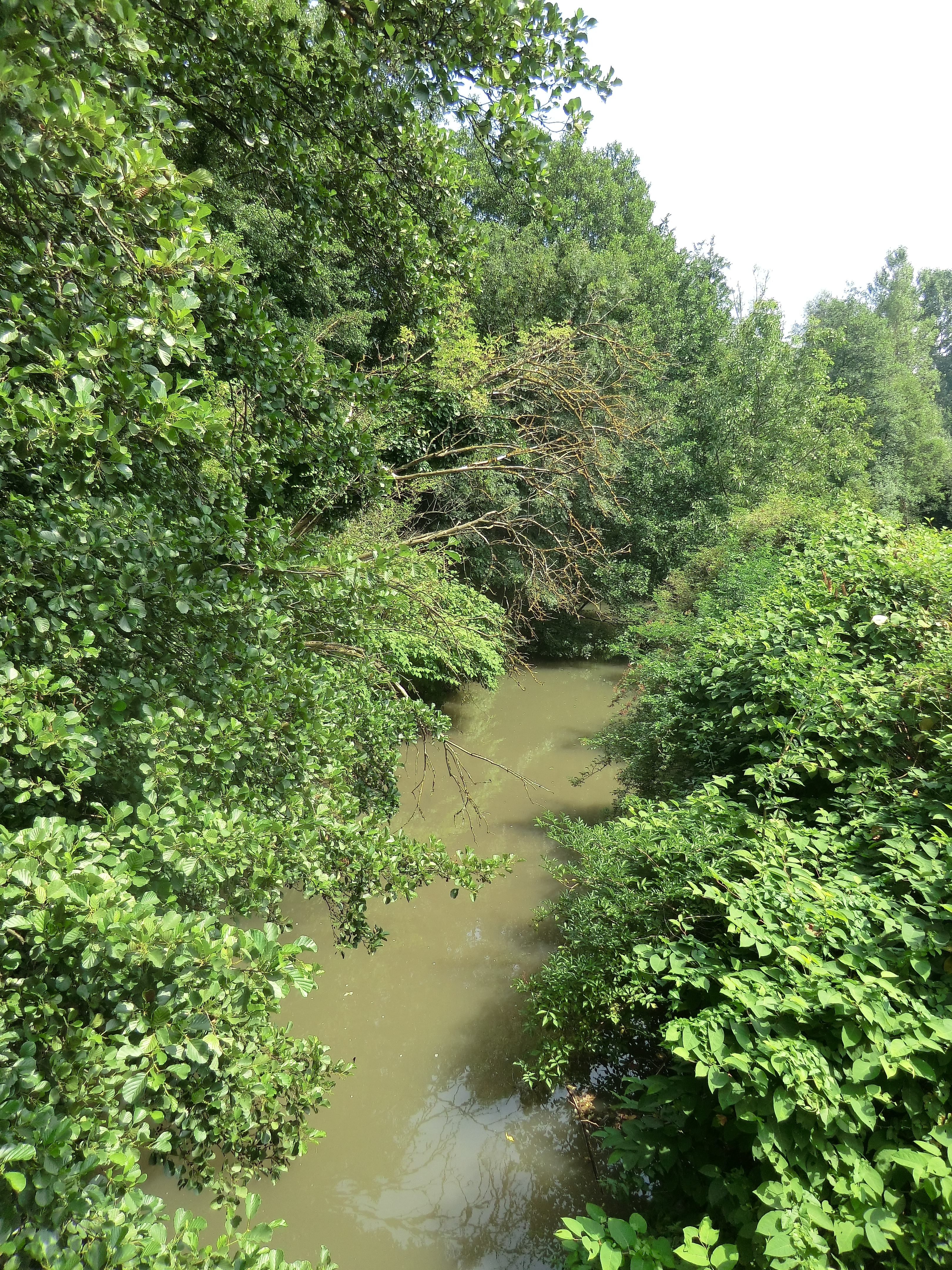
Река Форман